# Portal
Portal (nem.: Portal, lat. portale = vrata) v arhitekturi označuje posebej poudarjen vhod, dekoracije okoli vrat ali konstrukcijo samega vhoda.

## Zgodovina
V Egiptu je bil portal templjev obkrožen s piloni; v Mezopotamiji so bili portali ločni ("Ištarina vrata" v Babilonu); v Helenski umetnosti dobijo trikotni zaključek nad zgornjim nosilcem ("Levja vrata" v Mikenah), kar razvijejo Grki v pročelju klasičnega templja; Rimljani uporabljajo etruščanske ločne portale mestnih obzidij in razvijejo svoje portale, ki so kasneje vplivali na razvoj portalov v romanskih in gotskih cerkvenih portalih.
V srednjem veku je portal predstavljal vhod v cerkev. Obokan portal, ki se oblikuje v obdobju romanike ima na obeh straneh stebre. V tem obdobju nastanejo prvi kiparski portali. Timpanon (del nad vodoravno zgornjo preklado) je prostor za figuralne stvaritve. Razcvet je portal doživel v gotiki. Pri portalih romanike in gotike prostornina portala vse bolj izginja pod bogato simboliko in ikonografijo kiparskega okrasja. Renesančno in baročno naglašeni so portali s stebri. Portal je bil nadgrajen v profani arhitekturi gradov, palač in mestnih hiš kot reprezentančni vhod. Do portala pogosto vodijo stopnice. V nasprotju s sijajnimi portali javnih zgradb (gledališča, muzeji, mestne hiše, itd.), se v 19. stoletju sodobna arhitektura vrne nazaj k pretežno funkcionalni zasnovi vhoda, tako da portal kot ločen sestavni del izgine. Postmoderna arhitektura se pri vhodnih elementih vrača nazaj in se delno zgleduje po zgodovinskih modelih.

## Slogi

### Romanika
Arhitekturna zasnova romanskega portala je bila stopničasta s stebri postavljenimi proti notranjosti, pri čemer je stavbenih izkoristil masivnost pročelja katedrale. V letu 1100 so bili v Franciji že obogateni s kiparskimi deli, tako da so na portalu nastale velike slike v mozaiku (primera sta v Autunu in Vezelayu). V Italiji so cerkveni portali pogosto zgrajeni z zatrepom na stebrih (katedrala v Piacenzi).

### Gotika
V gotskem obdobju je šiljast lok zajel tudi portal. Popolnoma razvit gotski portal je imel vratni podboj levo in desno od vhoda zaključen s horizontalno preklado okvirja vrat. Potreba po večjih portalih je zahtevala osrednji steber, ki se imenuje s francoskim izrazom trumeau. Levo in desno od vrat je stena razčlenjena z več stebri, postavljenimi v podboj. Ti stebri podpirajo s svojimi kapiteli in nakladami šiljaste profilirane loke, nad timpanonom. Zašiljen lok je pogosto okronan z zatrepom, ki ima lahko tudi krogovičje. Vratna krila so lahko izdelana iz lesa ali kovine (bron), vendar so slednja redka. Na fasadah so pogosto trije cerkveni portali, analogno triladijski strukturi notranjosti. Dodatni portali so lahko na transeptih ali kot vhodi v zvonik. Vsi elementi portala so lahko povečani s figuralnimi elementi. Na portalu predstavljena gotska skulptura sporoča vernikom, kaj je smisel vere. V pozni gotiki se portal razvija v skladu z različnimi oblikami lokov in tako so nastale številne izpeljanke. Gotski portal je - podobno romanski in vse druge zunanje in notranje arhitekture tistega časa - zelo barvit, vendar so izvirne različice zelo redko ohranjene (npr. v Lausanni) in so danes ohranjene večinoma rekonstrukcije.
- Gotski portal katedrale Notre-Dame-de-Chartres, Chartres, Francija, severni transept, 1220
- Španska gotika, tudi prehod k renesansi, Iglesia del Convento de San Pablo v Valladolid, Španija, 1445–1468

### Renesansa
V italijanski renesansi se portal dodaja predvsem v splošno zasnovo fasade. Pomembnost portala kot kiparskega elementa se je sicer zmanjšala, vendar je portal ostal osrednji del oblikovanja fasade. Področje vhoda oziroma izhoda na fasadi, je postalo v renesansi prelomno v razvoju sloga pri oblikovanju portala. Okvirjanje se opravi s profilirano surovim stropom iz klesanih kamnov (rustica) ali v bolj zapletenih primerih s pilastri in stebri. Portal je zaključen z vodoravnim arhitravom in je pogosto dopolnjen s trikotnim pedimentom ali dvokapnim segmentom kot nekakšno kapelico. Pri oblikovanju portala sledijo starodavnim oblikam stebrov, ki sta jih širila Sebastiano Serlio in Andrea Palladio po celotni Evropi. Medtem ko imajo portali s toskanskimi in dorskimi stebri bolj obrambni značaj in dobijo ključavnice, so za cerkve primernejši bolj okrašeni korintski. Elegantni jonski se bolj pogosto uporabljajo v mestnih hišah. V nemški in nizozemski pozno renesančni arhitekturi, se je bogato okrašen portal razvil v pomemben element, na katerem so uporabili za okras bakrorezne izdelke.
- Portal z arhitravom na toskanskih stebrih
- Nemški pozno renesančni portal
- Portal iz kvadrov
- Portal Hohentübingen, grajska vrata

### Barok
Za baročno arhitekturo so značilne dinamične oblike. Prostor nad stebri ali pilastri portala je lahko močneje izstopal iz fasade. Osnovni elementi ostajajo isti kot v renesansi.
- Baročni portal v palači v Brescii, Italija